# セルゲイ・クルグロフ (政治家)
セルゲイ・ニキフォロヴィチ・クルグロフ（ロシア語: Серге́й Ники́форович Кругло́в, ラテン文字転写: Sergei Nikiforovich Kruglov、1907年10月2日 - 1977年6月6日）は、ソビエト連邦の政治家、チェキスト。内務人民委員、内務大臣を務めた。大将。本姓はヤコヴレフ（Яковлев）。

## 生涯

### 生い立ち・共産党員
1907年10月2日にロシア帝国のトヴェリ県ウスリエ村の農家に誕生し、牧夫として働いていた。1924年から1925年までニキフォロフスク農業会議（トヴェリ県）書記、議長、のちにソフホーズ「ヴァフノヴォ」の農村読書室長・修理工・トラクター運転手を務めた。1928年12月に全ロシア共産党（ボリシェヴィキ）に入党。1928年から1929年まで消費者協会「ソズヴェズジエ」役員。1929年から1930年まで初級自動車整備手として労農赤軍に勤務する。1930年から1931年まで教育・試験穀物 ソフホーズ（クスタナイ州）の先任教官・機械工を務めた。
1934年にK.リブクネフト名称モスクワ産業教育大学、1935年にモスクワ東洋学大学日本班、1937年に赤い教授歴史研究所で学ぶ。同年には党務に移り、全ロシア共産党中央委員会指導党機関課の責任組織者となる。

### チェキストとして
ベリヤが内務人民委員に就任すると、1938年11月にクルグロフは「増強」のため内務人民委員部（NKVD）に送られ、ベリヤの庇護を得た。1938年12月からソ連NKVD特別全権代表（NKVD職員の規律問題を管掌）となり、ニコライ・エジョフが抜擢した職員の大量の粛清を指導した。1939年2月から人事担当ソ連副内務人民委員兼NKVD人事課長。1939年から全ロシア共産党（ボリシェビキ）中央委員候補、1952年から1956年まで中央委員を務めた。1941年2月から7月、1943年4月から1945年12月まで第一副内務人民委員、1941年7月から1943年4月まで副内務人民委員を務めた。この際、グラグとNKVDの生産部署が彼の管轄下に移管された。
独ソ戦時、督戦隊の組織と軍内の規律強化のために前線に派遣された。1941年7月から10月まで予備戦線軍事会議に入り、部隊内の逮捕と銃殺を指導した。同年10月には第4工兵軍司令官兼第4防衛業務局長となる。1944年から1945年まで、チェチェン人、イングーシ人等の移住を含む住民の大量追放を指導し、一等スヴォーロフ勲章を受章した。これらの作戦には、老若男女を問わず、暴力と裁判なしの銃殺が伴った。1944年、ウクライナ西部でOUN（ウクライナ民族主義者組織）の粛清を行い、党員と経営層のための「特別刑務所」の創設を監督した。クルグロフは、ヤルタ会談とポツダム会談において、ソビエト代表団の警護を組織し、イギリスの大英帝国勲章とアメリカ合衆国のレジオン・オブ・メリットを受賞した。

### 内務大臣
1945年12月29日にベリヤの後任として内務人民委員（内務大臣）に任命された。1946年から1950年及び1954年から1958年までソ連最高会議代議員を務める。1946年に内務省内の所掌配分の際、民警総局、特別審議会、内務省秘書局、特殊任務課、第4特殊課（特殊技術知識を有する被拘留者の労働利用）及び監督・特別委任グループが、クルグロフの個人管轄下にあった。のちに所掌は何度か変更されたが、クルグロフは裁判無しで弾圧を実施する特別審議会と第4特殊課を常に保持した。1948年、第二次世界大戦後にソ連に併合された東プロイセン北部（カリーニングラード州）からの全ドイツ人住民の追放を組織。1940年代末から1950年代の初めまで、全作戦部署、国内軍、国境警備隊、民警、刑事捜索部が内務省から国家保安省に移管された。クルグロフ時代の内務省は事実上「ラーゲリ省」となった。
ヨシフ・スターリンの死後、ベリヤの指導下で内務省と国家保安省が統合された時、1953年3月11日、クルグロフは内務第一次官に任命された。ベリヤ逮捕後の同年6月26日には内務相に再任され、ベリヤの盟友だった人物で自身の地位を保持した唯一の例となった。当時、ソ連の全懲罰機構が彼の管轄下にあり、1954年3月31日になって初めて、内務省の構成からKGBが分離された。

### 失脚と没落
ベリヤを失脚させたフルシチョフはベリヤの配下たちから権力を取り上げるため、1956年1月13日に内務大臣の座からクルグロフを解任させた。建設業務の経験があったことから、クルグロフは発電所建設次官に左遷された。1957年8月にクルグロフはキーロフ人民経済会議議長に降格され、1958年7月には身体障害を理由に年金生活に送られた。1959年にクルグロフは将官の年金を剥奪され、エリート用のアパートからも追い出された。1960年1月6日にクルグロフは「政治弾圧への関与」に対して、党から除籍された。
その後は極貧の中で暮らし、1977年に死去した。死因については複数の情報筋が「偶然列車にはねられ死亡した」としている。また、別の情報筋は自殺あるいは心臓発作によるものとしている。